# Pseudaleurolobus jaboticabae
Pseudaleurolobus jaboticabae es un hemíptero de la familia Aleyrodidae, con una subfamilia: Aleyrodinae.
Pseudaleurolobus jaboticabae fue descrita científicamente por primera vez por Hempel en 1922.